# Naučná stezka profesora Rudolfa Haši
Naučná stezka profesora Rudolfa Haši je nazvaná podle významného rodáka z obce Kunovice, kterým byl prof. Rudolf Haša (1881–1963), osobnost oboru lesnictví na tehdejší Mendelově univerzitě v Brně. Stezka se nachází v okrese Vsetín a okrajově v okrese Kroměříž ve Zlínském kraji. Stezka vede z vlakového nádraží kolem dubu v Kunovicích, přes Kunovice do polí k mokřadu, rybníku Polomsko, na kopec Kunovická hůrka, rozhlednu Kunovická hůrka, k zaniklé středověké vsi Polomsko a ke studánce Nad Dolním koutem. Na 12 informačních panelech je vysvětlena historie Kunovic a jejího okolí, místní fauna, flora, geografie a geologie. Stezka byla zřízena v roce 2010, slavnostně otevřena otevřena dne 3. října 2010 a má délku 8,8 km.

## Názvy informačních panelů umístěných na stezce
1. Úvodní zastavení
2. Z historie obce
3. Obec Kunovice
4. Profesor Rudolf Haša
5. Mokřad pod rybníkem
6. U rybníka
7. Obecní les
8. Kunovická hůrka – rozhledna
9. Studánka
10. Hostýnské vrchy
11. Prehistorické osídlení
12. Zvěř okolních lesů

## Galerie

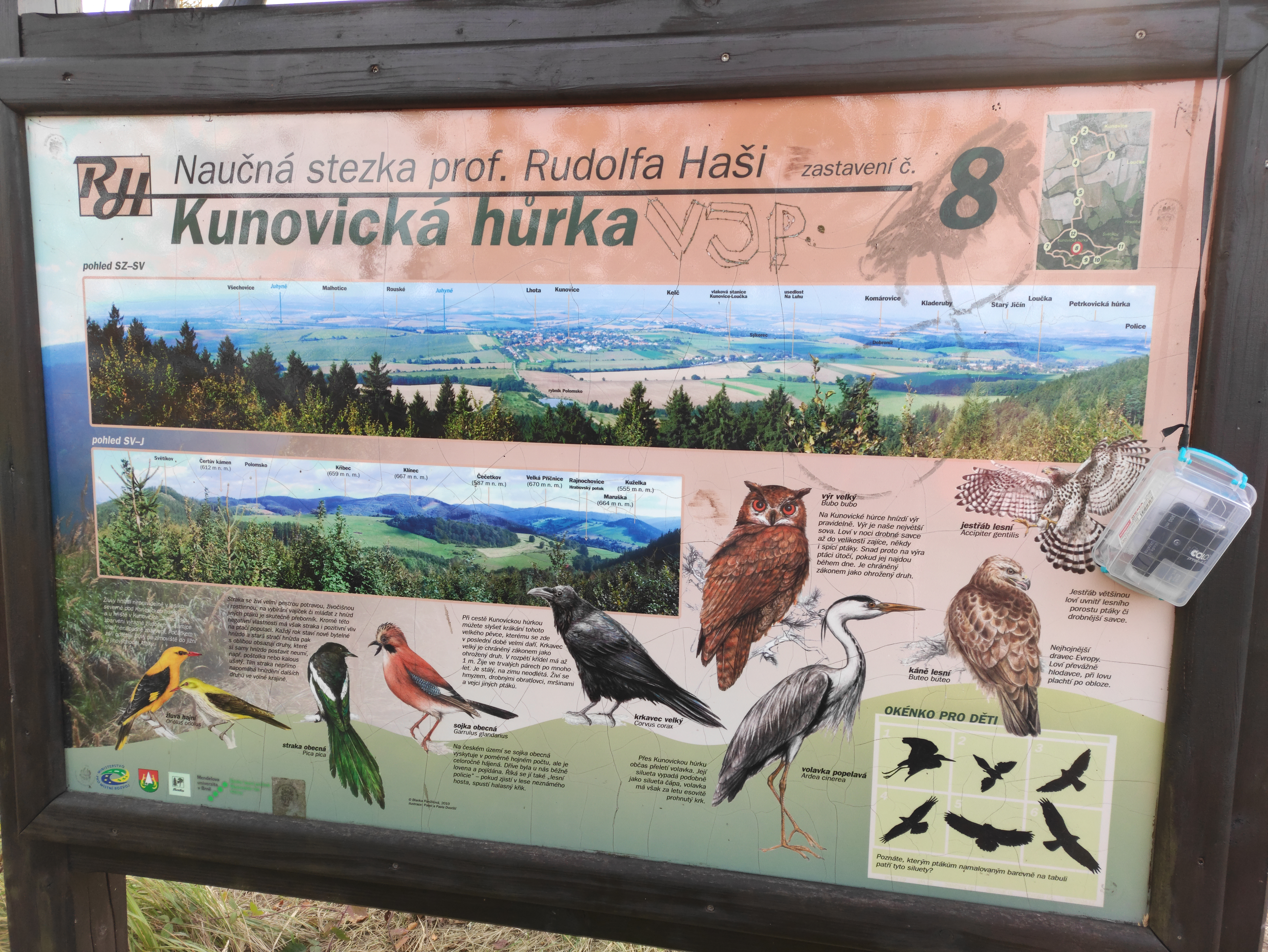
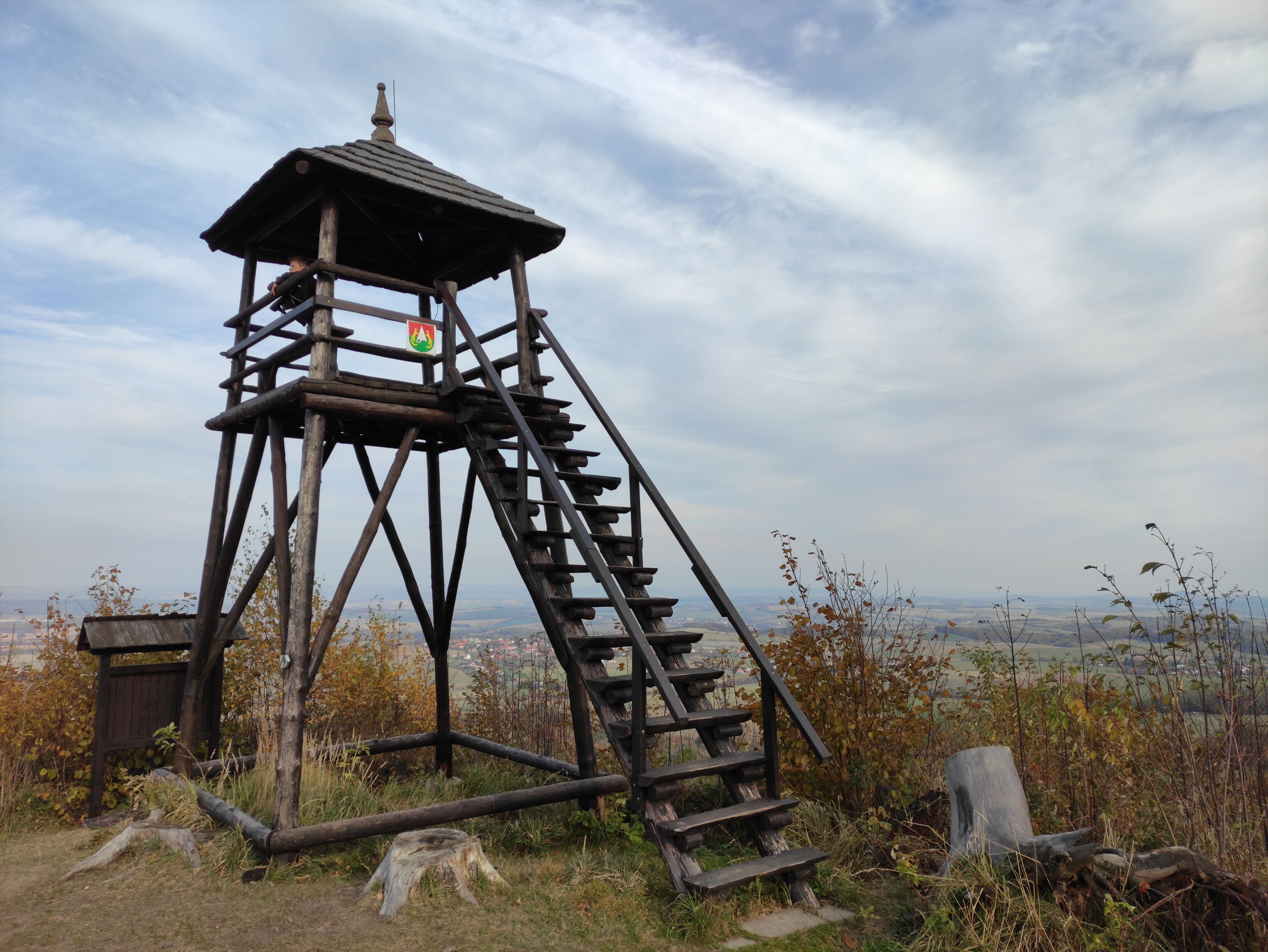
Rozhledna Kunovická hůrka
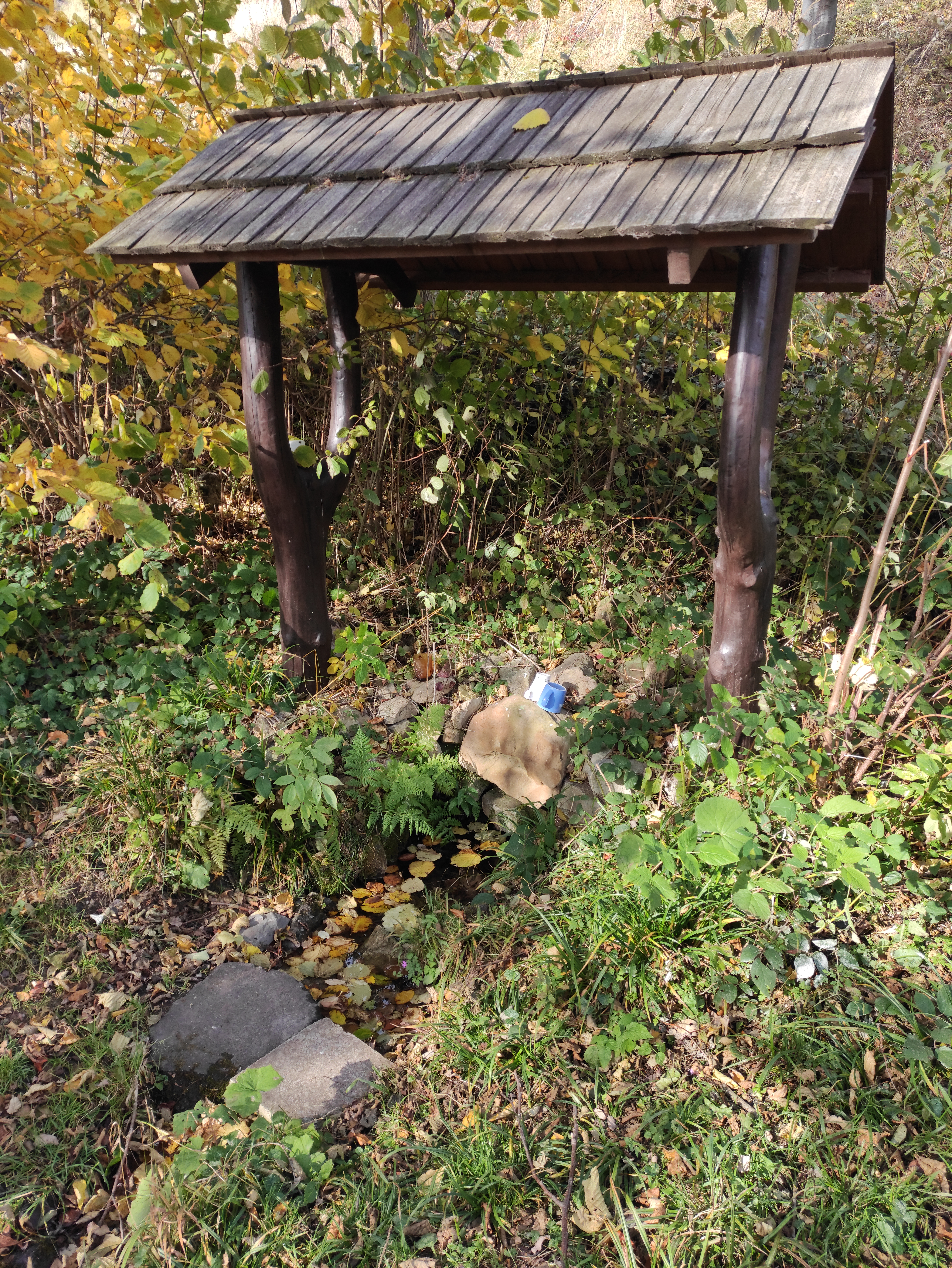
Studánka Nad Dolním koutem